# Basileuterus culicivorus
Mariquita-de-coroa-dourada, pula-pula-de-coroa-dourada ou simplesmente pula-pula (Basileuterus culicivorus) é uma ave passeriforme da família Parulidae.

## Características
O pula-pula mede aproximadamente 12,7 cm de comprimento e pesa cerca de 10 gramas. Apresenta as partes superiores verdes-acinzentadas e partes inferiores amarelo-vivo. A cabeça é cinza, com coroa listrada em preto e branco. Ambos os sexos são semelhantes. O imaturo possui coloração fuligem e sem as faixas na região da coroa.
É encontrado do México e América Central (incluindo Trinidad e Tobago) até o norte da Argentina e Uruguai. Alimenta-se de insetos e aranhas.